# Han Yeo-reum
Yeo-reum Han, född 25 oktober 1983,  är en sydkoreansk skådespelare.

## Filmografi
- 2004 - Samaritan Girl
- 2005 - Jeni, Juno
- 2005 - Hwal